# العلاقات الشمال مقدونية اللاوسية
العلاقات الشمال مقدونية اللاوسية هي العلاقات الثنائية التي تجمع بين شمال مقدونيا ولاوس.

## مقارنة بين البلدين
هذه مقارنة عامة ومرجعية للدولتين:
| وجه المقارنة                                              | شمال مقدونيا                                               | لاوس        |
| --------------------------------------------------------- | ---------------------------------------------------------- | ----------- |
| المساحة (كم2)                                             | 25.71 ألف                                                  | 236.80 ألف  |
| عدد السكان (نسمة)                                         | 2.08 مليون                                                 | 6.86 مليون  |
| الكثافة السكانية (ن./كم²)                                 | 80.9                                                       | 28.97       |
| العاصمة                                                   | إسكوبية                                                    | فيينتيان    |
| اللغة الرسمية                                             | اللغة المقدونية، اللغة الألبانية                           | اللغة اللاو |
| العملة                                                    | دينار مقدوني                                               | كيب لاوي    |
| الناتج المحلي الإجمالي (بليون دولار)                      | 11.34 مليار                                                | 16.85 مليار |
| الناتج المحلي الإجمالي (تعادل القوة الشرائية) بليون دولار | 29.26 مليار                                                | 38.71 مليار |
| الناتج المحلي الإجمالي الاسمي للفرد دولار أمريكي          | 4.85 ألف                                                   | 1.82 ألف    |
| الناتج المحلي الإجمالي للفرد دولار أمريكي                 | 16.25 ألف                                                  |             |
| مؤشر التنمية البشرية                                      | 0.747                                                      | 0.575       |
| رمز المكالمات الدولي                                      | +389                                                       | +856        |
| رمز الإنترنت                                              | .mk                                                        | .la         |
| المنطقة الزمنية                                           | توقيت وسط أوروبا، ت ع م+01:00، ت ع م+02:00، أوروبا/سكوبيه ‏ | ت ع م+07:00 |

## منظمات دولية مشتركة
يشترك البلدان في عضوية مجموعة من المنظمات الدولية، منها:
| علم المنظمة | اسم المنظمة                        | تاريخ انضمام شمال مقدونيا | تاريخ انضمام لاوس |
| ----------- | ---------------------------------- | ------------------------- | ----------------- |
|             | مؤسسة التنمية الدولية              | 25 فبراير 1993            | 28 أكتوبر 1963    |
|             | يونسكو                             | 28 يونيو 1993             | 9 يوليو 1951      |
|             | وكالة ضمان الاستثمار متعدد الأطراف | 19 مارس 1993              | 5 أبريل 2000      |
|             | الأمم المتحدة                      | 8 أبريل 1993              | 14 ديسمبر 1955    |
|             | البنك الدولي للإنشاء والتعمير      | 25 فبراير 1993            | 5 يوليو 1961      |
|             | منظمة حظر الأسلحة الكيميائية       | ?                         | ?                 |
|             | مؤسسة التمويل الدولية              | 25 فبراير 1993            | 29 يناير 1992     |
|             | منظمة الشرطة الجنائية الدولية      | ?                         | ?                 |

## وصلات خارجية
- موقع وزارة الخارجية اللاوسية